# Mourad Amara
Pour les articles homonymes, voir Amara.
Mourad Amara, né le 19 février 1959 dans le village d'El Kitoune commune Fenaïa Ilmaten dans la wilaya de Béjaïa, est un footballeur international algérien. Il évoluait au poste de gardien de but.

## Biographie
Gardien de but de la JE Tizi-Ouzou (aujourd'hui Jeunesse sportive de Kabylie) de 1977 à 1992, il représente l'Algérie dans plusieurs tournois internationaux : les Jeux olympiques de 1980, les Coupes du monde 1982 et 1986, les CAN 1982 et 1990. Il ne compte cependant que six sélections FIFA,. Il est l'un des joueurs les plus titrés de la JSK avec 12 titres.

## Palmarès
Avec la JS Kabylie :
- Champion d'Algérie (7) : en 1980, 1982, 1983, 1985, 1986, 1989 et 1990.
- Vainqueur de la Coupe d'Algérie (2) : en 1986 et 1992.
- Vainqueur de la Coupe d'Afrique des clubs champions (2) : en 1981 et 1990.
- Vainqueur de la Supercoupe d'Afrique (1) : en 1982.
- Finaliste de la Coupe d'Algérie en 1979 et 1991.

Avec l'Algérie  :
- Vainqueur de la Coupe d'Afrique des nations de football en 1990.
- Participation aux Jeux olympiques d'été 1980 à Moscou (Quart de Finaliste).
- Participation à la Coupe du monde en Espagne 1982 et au Mexique 1986. Phase De Groupe en 1982 et en 1986.